# European Sports Media
European Sports Media (ESM), trước đây là European Sports Magazines, là một hiệp hội của các ấn phẩm liên quan đến bóng đá ở châu Âu.

## Các thành viên
Thể thao châu Âu được thành lập vào năm 1989 như là một cơ quan quốc tế cho báo chí bóng đá. Chín thành viên sáng lập của nó là: A Bola (Bồ Đào Nha), Don Balón (Tây Ban Nha), Sport/Foot Magazine (Bỉ), La Gazzetta dello Sport (Ý), kicker (Đức), Onze Mondial (Pháp), Sport (Thụy Sĩ), Voetbal International (Hà Lan), World Soccer (tiếng Anh). Thành viên ESM đã thay đổi theo thời gian. Cựu thành viên cũng bao gồm France Football.

### Những thành viên hiện tại
- A Bola
- Fanatik
- Frankfurter Allgemeine Zeitung
- La Gazzetta dello Sport
- kicker
- Marca
- nemzeti sport
- SO FOOT
- Sport Express
- Sport Magazine
- telesport
- Tipsbladet
- Voetbal International
- World Soccer

## Giải thưởng
ESM trao các giải thưởng sau:
- Chiếc giày vàng châu Âu. Kể từ mùa giải 1996/1997, ESM hàng năm thưởng cho tiền đạo sung mãn nhất châu Âu với Chiếc giày vàng châu Âu.[1]
- Giải thưởng Cầu thủ xuất sắc nhất năm của UEFA & Giải thưởng Cầu thủ xuất sắc nhất năm của UEFA. Kể từ năm 2011, hợp tác với UEFA, ESM xử lý việc bỏ phiếu và quản trị cho Giải thưởng Cầu thủ nam và Cầu thủ nữ xuất sắc nhất châu Âu của UEFA, được trao hàng năm cho các cầu thủ nam và nữ xuất sắc của mùa giải châu Âu.[3]
- Đội ESM của mùa giải. Sau khi chọn một đội của mùa giải 1994 1994, ESM đã lập ra ESM 11 hàng tháng. Mỗi thành viên của mình chọn ra 11 cầu thủ hay nhất giải đấu châu Âu mỗi tháng từ tháng 9 đến tháng 5. Những người chơi thường xuyên xuất hiện trong các đội đó được bầu vào Đội ESM của Mùa.[2]